# Benjamin Huggel
Benjamin Huggel (Dornach, Solothurn kanton, 1977. július 7. –) svájci labdarúgó, aki pályafutása utolsó éveiben a  svájci FC Basel csapatát erősítette.

## Pályafutása
Karrierjét az FC Münchenstein illetve az FC Arlesheim egyesületekben kezdte. 1998-ban az FC Baselhez szerződött. Jelentős sikereket ért el ezzel a csapattal, négy alkalommal nyertek svájci-kupát, valamint ötször hódították el a bajnoki címet. 2005-től, két évig a német Eintracht Frankfurt játékosa volt.
2007 júniusában korábbi klubja, az FC Basel visszavásárolta, hozzávetőlegesen 400,000 euróért.

## Válogatott
A felnőtt válogatottban 2003 augusztusában mutatkozott be a francia válogatott elleni mérkőzésen.
Tagja volt a 2004-es labdarúgó-Európa-bajnokságon résztvevő, a 2008-as labdarúgó-Európa-bajnokságon rendezőként induló valamint a 2010-es labdarúgó-világbajnokságra kijutó svájci válogatottnak is.
| #  | Dátum             | Helyszín   | Ellenfél  | Gólarány | Eredmény  | Rendezvény   |
| -- | ----------------- | ---------- | --------- | -------- | --------- | ------------ |
| 1. | 2009. február 11. | Genf       | Bulgária  | 1–1      | Döntetlen | Barátságos   |
| 2. | 2009. október 10. | Luxembourg | Luxemburg | 3–0      | Győzelem  | vb-selejtező |

## Sikerei, díjai

### Klubcsapatokkal
FC Basel
- Svájci-kupagyőztes: 2002, 2003, 2008, 2010, 2012.
- Svájci-bajnok: 2002, 2004, 2005, 2008, 2010, 2012.
- 2003-ban és 2008-ban Uhren-kupa győzelem.

Eintracht Frankfurt
- 2006-ban német kupadöntős.

## Külső hivatkozások
- Adatlapja a weltfussball.de honlapján